# Николаева, Татьяна Петровна
Татья́на Петро́вна Николаева (Никола́ева-Тарасевич; 4 мая 1924, Бежица, Брянская губерния — 22 ноября 1993, Сан-Франциско, США) — советская российская пианистка, композитор, педагог, общественный деятель. Лауреат Сталинской премии первой степени (1951). Народная артистка СССР (1983).

## Биография
Татьяна Николаева родилась 4 мая 1924 года в Бежице (ныне — в черте Брянска).
На фортепиано стала играть с трёхлетнего возраста. В 1937—1941 годах училась в Центральной музыкальной школе при Московской консерватории им. П. И. Чайковского (ЦМШ) у А. Б. Гольденвейзера. Тогда же начала сочинять музыку. Из-за трудного материального положения семьи была вынуждена работать концертмейстером в Высшем училище военных капельмейстеров (ныне Военный институт (военных дирижёров); 1943—1945) и в ЦМШ (1945—1946). Окончила Московскую консерваторию в 1947 году по классу фортепиано у А. Б. Гольденвейзера и в 1950 году по классу композиции у В. Я. Шебалина, позже у Е. К. Голубева. В 1953 году окончила аспирантуру.
В 1942 дала первый сольный концерт. С 1945 года — солистка Московской филармонии.
В 1950 году выиграла главный приз Международного конкурса им. И. С. Баха, посвященного 200-летию со дня смерти композитора. Членом жюри этого конкурса был Д. Д. Шостакович. В дальнейшем пианистка стала первым исполнителем «24-х Прелюдий и фуг» Д. Д. Шостаковича. С тех пор композитора и пианистку связывала глубокая пожизненная дружба.
С 1942 по 1993 годы сыграла около 3000 концертов, исполнив около 1000 произведений 74 авторов.
Репертуар пианистки включал все клавирные произведения И. С. Баха («Хорошо темперированный клавир», «Искусство фуги», все токкаты, партиты, «Гольдберг-вариации», Французские и Английские сюиты, клавирные концерты), 32 фортепианные сонаты и 5 концертов для фортепиано с оркестром Л. Бетховена, сочинения Д. Скарлатти, В. А. Моцарта, Ф. Шуберта, Ф. Шопена, Р. Шумана, Ф. Листа, Й. Брамса, Б. Бартока, П. Хиндемита, И. Ф. Стравинского, 24 прелюдии С. В. Рахманинова, 10 фортепианных сонат А. Н. Скрябина, сонаты С. С. Прокофьева, Н. Я. Мясковского, Е. К. Голубева.
Пианистке посвящены «Славянский концерт» Б. Н. Лятошинского, Третий концерт для фортепиано с оркестром Е. К. Голубева, Концерт для фортепиано с оркестром А. Я. Эшпая, сонаты Ан. Н. Александрова и др.
Записала свыше 50 грампластинок и 20 компакт-дисков (фирма «Мелодия» и ряд зарубежных фирм), среди которых — И. С. Бах, включая его «Искусство фуги». Был записан альбом со всеми сонатами Л. Бетховена. За исполнение произведений Р. Шумана в 1971 году была удостоена в ГДР премии Роберта Шумана.
Однако на Западе известность пришла к ней уже только под конец жизни. После распада СССР сделала несколько концертных туров по Европе и Америке, и принята была с большим успехом.
Член КПСС с 1956 года.
С 1959 года преподавала в Московской консерватории на кафедре специального фортепиано (с 1965 — профессор, с 1985 — заведующая кафедрой). Среди учеников: А. Батагов, М. Евсеева, Т. Левитина, Н. Луганский, М. Петухов, Т. Пикайзен, С. Сенков, Б. Шагдарон, Г. Ширинская, О. Яблонская, Г. Торма (Венгрия).
Пианистка избиралась депутатом Московского горсовета и в Советский комитет защиты мира, была вице-председателем Ассоциации дружбы со странами Латинской Америки, членом Союза композиторов СССР, членом редакционного совета издательства «Советский композитор», работала в жюри многих международных конкурсов и т. п. Татьяна Петровна был членом жюри конкурса пианистов Сантандера Паломы О’Ши в 1990 годах. Oпубликовала немало статей в прессе.
Её третья запись «24 Прелюдий и фуг» Д. Д. Шостаковича в 1991 году принесла пианистке премию Gramophone в инструментальной категории. 13 ноября 1993 года во время исполнения этого произведения на концерте в Сан-Франциско, была поражена кровоизлиянием в мозг и вынуждена была прервать своё выступление.
Татьяна Николаева скончалась девять дней спустя, 22 ноября. Похоронена в Москве на Новодевичьем кладбище (участок № 3).

## Семья
- Отец — Пётр Николаевич Николаев, провизор, страстный любитель музыки
- Мать — Зоя Аполлоновна Николаева (урожд. Еропкина) — род. 14.12.1892. Профессиональный музыкант, окончила Московскую консерваторию по классу Гольденвейзера
- Муж — Кирилл Львович Тарасевич
  - Сын — Кирилл[7]

## Награды и звания
- Всемирный фестиваль молодёжи и студентов в Праге (2-е место, 1947)
- Международный конкурс имени Иоганна Себастьяна Баха в Лейпциге (1950, 1-я премия)
- Заслуженная артистка РСФСР (1955)[8]
- Народная артистка РСФСР (1977)
- Народная артистка СССР (1983)
- Сталинская премия первой степени (1951) — за концертно-исполнительскую деятельность и за сочинение концерта для фортепиано с оркестром
- Медаль «За трудовую доблесть» (1966) — за заслуги в подготовке высококвалифицированных музыкальных кадров и в связи со 100-летием Московской государственной консерватории им. П. И. Чайковского
- Премия Роберта Шумана (Цвиккау, ГДР, 1971)
- Член Шведской королевской музыкальной академии (1988)
- Премия «Gramophone» (1991)
- Почётный член Кёльнской консерватории

## Сочинения
- Кантата «Песнь о счастье» (сл. А. Чуркина, 1950)
- Симфония (1955, 2-я ред. 1958)
- Картина «Бородинское поле» (1968)
- Фантазия «Из русской поэзии» (1975)
- Концерт для фортепиано с оркестром № 1 Си мажор, op. 10 (1950)
- Концерт для фортепиано с оркестром № 2 Ми-бемоль мажор, op. 32 (1966)
- Вальс-каприччио для скрипки с оркестром (1960)
- Концерт для скрипки с оркестром (1972)
- Поэма для виолончели с оркестром (1960)
- Фортепианный квинтет (1947)
- Струнный квартет (1960)
- Трио для флейты, альта и Фортепиано (1954)
- Сонатина для скрипки с Фортепиано (1953)
- Сонаты для виолончели с Фортепиано № 1 (1960)
- Сонаты для виолончели с Фортепиано № 2 (1973)
- Сонаты для Фортепиано № 1 (1949)
- Сонаты для Фортепиано № 2 (1977)
- Вариации памяти Н. Я. Мясковского (1951)
- Полифоническая триада (прелюдия, ария, фуга, 1949, 2-я ред. 1966)
- 24 концертных этюда (1953)
- Детский альбом (1958)
- Пять этюдов (1959)
- Цикл «Шалды-балды» (12 пьес с эпиграфами, 1974)
- Цикл «Исландия» (сл. А. Софронова, 1950)
- Романсы на сл. А. Пушкина, М. Лермонтова, Е. Баратынского и др.
- Музыка к драм. спектаклям
- Музыка к фильму «Женщина в искусстве» (1970)
- Каденции к фортепианным концертам Й. Гайдна (1966).

## Дискография
- С. Рахманинов. Прелюдия фа мажор, соч. 32 № 7; Прелюдия ля минор, соч. 32 № 8. Апрелевский завод. 15804-5. 1948.
- И. С. Бах. Французская сюита №5 соль мажор. Supraphon. LPM 72. 1951.
- Т. Николаева. Концерт №1 для фортепиано с оркестром. Государственный симфонический оркестр СССР, дирижер К. Кондрашин. Апрелевский завод. 019217-22 (3 пл.). 1951.
- П. Чайковский. Концертная фантазия для фортепиано с оркестром соль мажор, соч. 56 Государственный симфонический оркестр СССР, дирижер К. Кондрашин. Апрелевский завод. Д—403-4. 1952, дата записи: 1950. Переиздание: APR. APR5666 (2008).
- П. Чайковский. Концерт №2 для фортепиано с оркестром. Государственный симфонический оркестр СССР, дирижёр Н. Аносов. Апрелевский завод. Д—0749-50. 1952. Переиздание: APR. APR5666 (2008).
- М. Глинка. Патетическое трио для фортепиано, кларнета и фагота ре минор. В. Петров, кларнет; Ю. Неклюдов, фагот. Апрелевский завод. Д—835-6. 1952.
- С. Рахманинов. Концерт №2 для фортепиано с оркестром, op. 18. Чешский филармонический оркестр, дирижёр К. Иванов. Supraphon. LPM-1. 1953.
- Р. Шуман. Шесть интермеццо, соч. 4. Ф. Шопен. Полонез фа диез минор, соч. 44; Болеро ля минор, соч. 19. Д 01189-90 1953
- Б. Лятошинский. "Славянский концерт" для фортепиано с оркестром. Государственный симфонический оркестр Украинской ССР, дирижёр Б. Лятошинский. Д—3634-5. 1957.
- Р. Бунин. Соната для альта и фортепиано. Р. Баршай, альт. Апрелевский завод. Д 03972-3. 1957.
- И. С. Бах. Концерт для фортепиано с оркестром ля мажор. Государственный симфонический оркестр СССР, дирижёр К. Кондрашин. Ф. Мендельсон. Блестящее Каприччио, соч. 22. Апрелевский завод. Д 4802—4803. 1958.
- Е. Голубев. Концерт № 3 для фортепиано с оркестром. Государственный симфонический оркестр СССР, дирижёр - Н. Аносов. Д 05672-3 1959
- П. Чайковский. Концерт №1 для фортепиано с оркестром. Лейпцигский оркестр Гевандхауза, дирижёр К. Мазур. Eterna. 8 20 116. 1960, дата записи: 1959.
- Л. ван Бетховен. Сонаты №13 и 24  для фортепиано, «К Элизе», Экосез ми бемоль мажор. Апрелевский завод. Д 5918-19. 1960
- Л. ван Бетховен. Сонаты №5 и 9 для фортепиано. Апрелевский завод. Д 8933-4. 1961.
- Н. Метнер. Концерт №3 (баллада) для фортепиано с оркестром, соч. 60. Оперно-симфонический оркестр Всесоюзного радио, дирижёр Е. Светланов. Апрелевский завод. Д 09321-2. 1961.
- Р. Шуман. Бабочки, соч. 2; Аллегро си минор, соч. 8; Новеллетты, соч. 21: № 1 фа мажор, № 7 ми мажор, № 8 фа диез минор; Presto passionato соль минор, соч. посмертное Д-08741-2 1961
- А. Аренский. Фантазия на темы былин И. Рябинина для фортепиано с оркестром. Оркестр русских народных инструментов Всесоюзного радио, дирижёр В. Федосеев. Апрелевский завод. С 429-30. 1962.
- Д. Шостакович. 24 прелюдии и фуги, соч. 87. Апрелевский завод. Д 09477-84 (4 пл.).1962.
- И. Стравинский. Каприччио для фортепиано с оркестром. Симфонический оркестр Всесоюзного радио, дирижер Е. Светланов. Апрелевский завод. Д 013165. 1964.
- C. Прокофьев. Соната №8 си бемоль мажор, соч. 84; «Петя и волк» (сюита Т. Николаевой по мотивам симфонической сказки С. Прокофьева). Мелодия..Д 015077-8. 1965.
- А. Веприк. Соната №2 для фортепиано до мажор, соч. 5. Мелодия. Д 15387-8. 1965.
- И. С. Бах. Каприччио на отъезд возлюбленного брата, Французская сюита № 4 ми бемоль мажор, Французская сюита № 2 до минор, Токката фа диез минор Д 015655-6 1965
- И. С. Бах. Английские сюиты №1 и 4. Мелодия. Д 016245-6. 1965.
- П. Чайковский. Шесть пьес на одну тему, соч. 21; Ноктюрн фа мажор, соч.10 №1; Юмореска, соч. 10 №2; Вальс-скерцо ля мажор; Добровольный флот, марш; Экспромт ля бемоль мажор; Экспромт-каприс соль мажор; Лирическое мгновение Д 016829-30 1965.
- С. Франк. Соната для скрипки и фортепиано ля мажор. Э. Паулаускас, скрипка. Мелодия. ЗЗД-17957-8. 1966.
- И. Брамс. Квинтет фа минор, op.34. Государственный Квартет Литовской ССР. Мелодия. 33Д-017621-2. 1966.
- И. С. Бах. «Искусство фуги» ре минор, BWV 1080 Д 023311-14 (2 пл.) 1968, дата записи: 1967.
- Д. Шостакович. 24 прелюдии и фуги, соч. 87 СМ 02377-84 (4 пл.) 1970
- Б. Барток. Концерт №3 для фортепиано с оркестром. Большой симф. оркестр Всесоюзного радио, дирижер Н. Аносов. С. Прокофьев. Концерт №5 для фортепиано с оркестром соль мажор, соч. 55. Большой симф. оркестр Всесоюзного радио, дирижер Г. Рождественский. Д 031803-4 1972
- И. С. Бах. «Хорошо темперированный клавир», часть I. Мелодия. СМ 03785-6, СМ 03787-8, СМ 03789-90. 1973, дата записи: 1972-1973.
- И. С. Бах. "Хорошо темперированный клавир", часть II. Мелодия. С 04597-8, С 04599-600, С 04601-2, С 04533-4. 1973-1974.
- И. С. Бах. Двенадцать клавирных концертов. М. Петухов, М. Евсеева, С. Сенков, фортепиано. Литовский камерный оркестр, дирижер С. Сондецкис С10 07319-26 (4 пл.) 1976, дата записи: 11, 13 и 14 декабря 1975 года
- А. Лядов. Вариации на народную польскую тему ля бемоль мажор, соч. 51; "Про старину" ре мажор, соч 21; Баркарола, фа диез мажор, соч. 44; Вариации на тему М. И. Глинки си бемоль мажор, соч. 35; Две прелюдии: ре бемоль мажор, соч. 10 No 1, си минор, соч. 11 No 1 С10 06841-2 1976
- Е. Голубев. Сонаты для ф-но № 4 и 7 С10 07895-6 1976
- И. С. Бах. Ария с вариациями ("Гольдберг-вариации") С10 13091-4 (2 пл.) 1979
- И. С. Бах. Двухголосные и трехголосные инвенции С10 12993-4 1979
- Л. Бетховен. Тридцать три вариации на вальс А. Диабелли до мажор, соч. 120 С10 15053-4 1980, дата записи: 1979
- Н. Метнер. Концерт № 1 для фортепиано с оркестром до минор, соч. 33. Гос. академ. симф. оркестр СССР, дирижер Е. Светланов С10 15669 005 1981, дата записи: 1980
- И. С. Бах. Партиты С10 16041-50 (5 пл.) 1981
- И. С. Бах. Транскрипции произведений И. С. Баха. Токката и фуга для органа ре минор, BWV 565 (транскрипция Т. Николаевой); Хорал «Jesus bleibet meine Freude» из кантаты «Herz und Mund und Tat und Leben», BWV 147 (транскрипция М.Хесс); Хоральная прелюдия для органа «Wachet auf, ruft uns die Stimme» ми-бемоль мажор, BWV 645 (транскрипция Ф. Бузони); Фуга для органа соль минор, BWV 578 (транскрипция Ф. Такахаси); Хоральная прелюдия для органа «Nun komm' der Heiden Heiland» соль минор, BWV 659 (транскрипция Ф. Бузони); Чакона из Партиты № 2 для скрипки соло ре минор, BWV 1004 (транскрипция Ф. Бузони); Хоральная прелюдия для органа «Ich ruf' zu dir, Herr Jesu Christ» фа минор, BWV 639 (транскрипция Ф. Бузони); Сицилиана из Сонаты № 2 для флейты и клавесина ми-бемоль мажор, BWV 1031 (транскрипция В. Кемпфа). Victor. VIC-28080. 1982. Переиздания: Victor. VDC-503 (1984).Мелодия. С10 21901 000 (1985). Seoul Records SYCR-010 (1987). Международная книга. MK 418024 (1991). Victor. VICC-60015 (1997). Ales Music Co., Ltd. ALESCD 5013 (2001). Международная книга. МКМ 54 (2003). Olympia. 501054.
- Ф. Шопен. Двадцать четыре прелюдии для фортепиано, соч. 28 С10 19349 004 1983, дата записи: 1982
- Р. Шуман. Три романса, соч. 28; Три фантастические пьесы, соч. 111; Три пьески и Пять листков из альбома из цикла «Пестрые листки», соч. 99 № 1-8; Тема с вариациями ми-бемоль мажор (1854) С10 19425 008 1983, дата записи: 1983
- П. Хиндемит. Тема и четыре вариации для фортепиано с оркестром «Четыре темперамента». И. С. Бах. Концерт №4 для ф-но с оркестром. Литовский камерный оркестр, дирижер С. Сондецкис А10 00033 003 1983, дата записи: 1983
- В. А. Моцарт. Концерт № 22 для фортепиано с оркестром ми-бемоль мажор, KV 482 Литовский камерный оркестр, дирижер С. Сондецкис А10 00041 005 1983, дата записи: 1983
- Й. Гайдн. Концерты №4 и 11 для фортепиано с оркестром. Литовский камерный оркестр, дирижер С. Сондецкис. А10 00081 000 1984, дата записи: 1983
- И. С. Бах. Французские сюиты. Мелодия'. С10 21523 006, С10 21525 000, С10 21527 005. 1985, дата записи: 1984.
- И. С. Бах. Итальянский концерт фа мажор, BWV 971; Фантазия до минор, BWV 906; Каприччио си-бемоль мажор, BWV 992 «На отъезд возлюбленного брата»; Хроматическая фантазия и фуга ре минор, BWV 903 Четыре дуэта BWV 802-805 Звукорежиссёр Ф. Хаттори. Мелодия. С10 21903 005 1985. Запись фирмы Victor Musical Industries Inc., Япония, 1982 r.
- И. С. Бах. Токкаты BWV 911, 913, 914, 916. Мелодия. С10 22841 005 1985, дата записи: 1984
- И. С. Бах. Токкаты соль минор, BWV 915, ре мажор, BWV 912, фа-диез минор, BWV 910 Трёхголосный ричеркар из «Музыкального приношения», BWV 1079 № 1 С10 24827 005. Мелодия. 1987, дата записи: 1984.
- В. А. Моцарт. Концерт для двух фортепиано с оркестром ми-бемоль мажор, KV 365. Концерт для трёх фортепиано с оркестром фа мажор, KV 242. Э. Вирсаладзе, Н. Луганский, фортепиано. Литовский камерный оркестр, дирижер С. Сондецкис. Мелодия. А10 00541 002 1989, дата записи: 1986.
- Д. Шостакович. 24 прелюдии и фуги, op. 87. Hyperion'. CDA66441/3. 1991.
- И. С. Бах. "Гольдберг-вариации", BWV 988. Hyperion. CDA66589. 1992.
- И. С. Бах. «Искусство фуги», BWV 1080, 4 дуэта, BWV 802-805 Трёхголосный и шестиголосный ричеркары из «Музыкального приношения», BWV 1079. Hyperion. CDA66631/2. 1992.
- Д. Шостакович. Три фантастических танца, op.5; 24 прелюдии, op. 34, Соната для фортепиано №2, op. 61. Hyperion'. CDA66620 1992.
- "Искусство Татьяны Николаевой". 37 CD. Scribendum. SC810. 2018.
- Л. ван Бетховен. Все сонаты для фортепиано (Live) 9 CD. Мелодия. MEL CD 1002641. 2020, дата записи: 1984.
- И. С. Бах. «Искусство фуги», BWV 1080. First Hand Records. FHR35. 2020, дата записи: 1993.

## Память
- В 1999 году имя Т. П. Николаевой присвоено детской школе искусств № 1 Брянска, где начинался её творческий путь.[9] В 2000 году на здании школы искусств открыта мемориальная доска, посвящённая памяти пианистки[10]
- С 1996 года на базе брянской школы искусств № 1 (ныне носящей имя пианистки) каждые два года проводится Межгосударственный конкурс юных пианистов имени Т. П. Николаевой.[11]